# Leptonycteris nivalis
Leptonycteris nivalis is een zoogdier uit de familie van de bladneusvleermuizen van de Nieuwe Wereld (Phyllostomidae). De wetenschappelijke naam van de soort werd voor het eerst geldig gepubliceerd door Saussure in 1860.

## Voorkomen
De soort komt voor van de Verenigde Staten tot Mexico en Guatemala.